# امیلی عاطف
امیلی عاطف (فرانسوی: Emily Atef‎؛ زادهٔ ۱۹۷۳) کارگردان ایرانی - فرانسوی است. وی از سال ۲۰۰۳ مشغول فعالیت بوده‌است.
وی همچنین برندهٔ جوایزی همچون جایزه فیلم آلمان شده‌است.

## فیلمشناسی

### کارگردان
- سه روز در کیبرون

### بازیگر
- مارسی